# Crematogaster corticicola
Crematogaster corticicola är en myrart som beskrevs av Mayr 1887. Crematogaster corticicola ingår i släktet Crematogaster och familjen myror. Inga underarter finns listade i Catalogue of Life.

## Bildgalleri

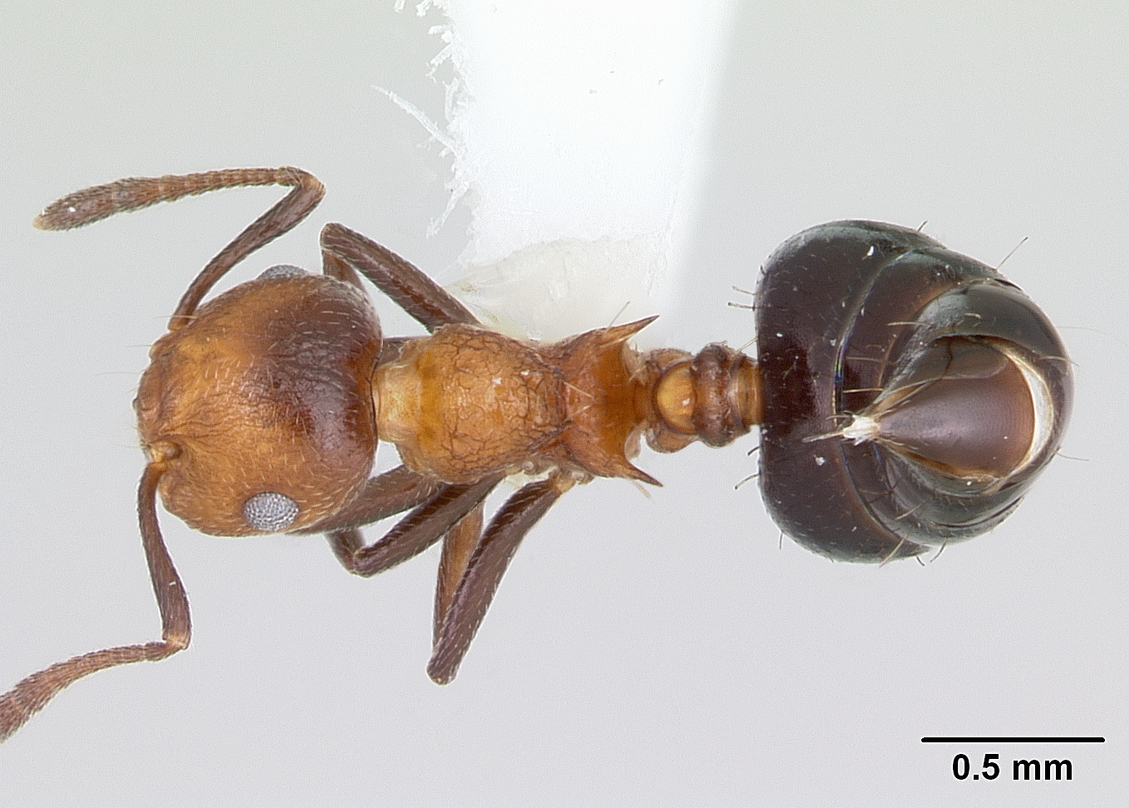
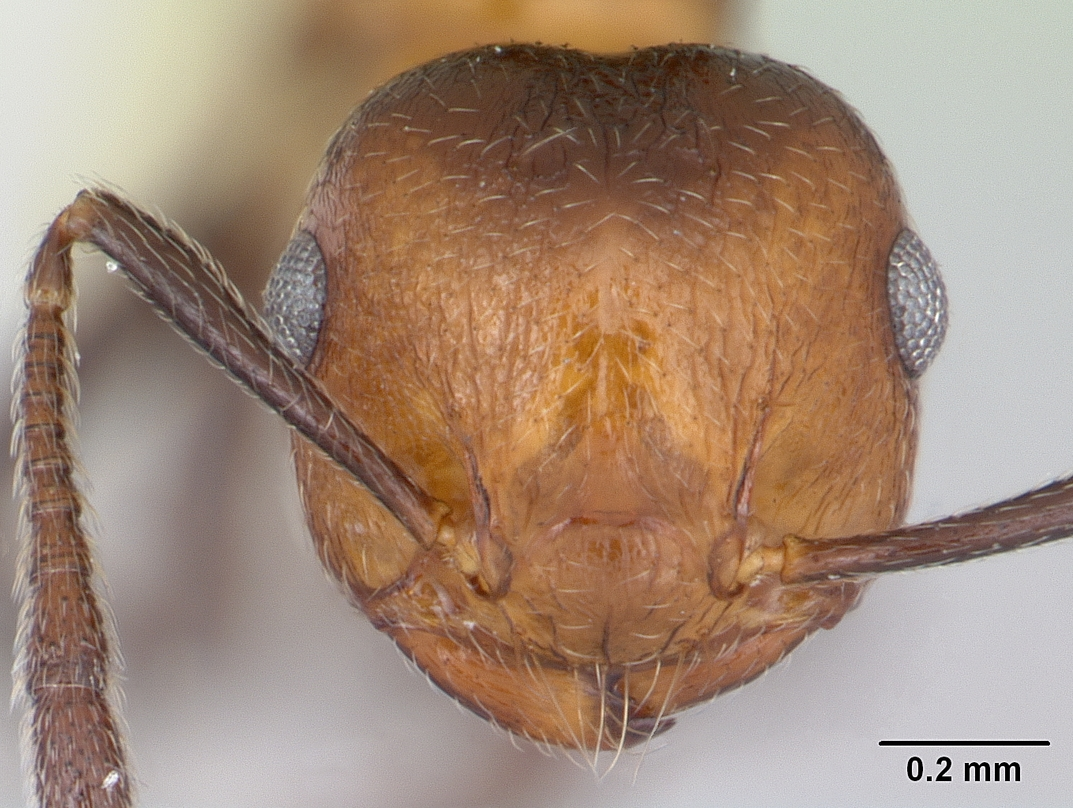
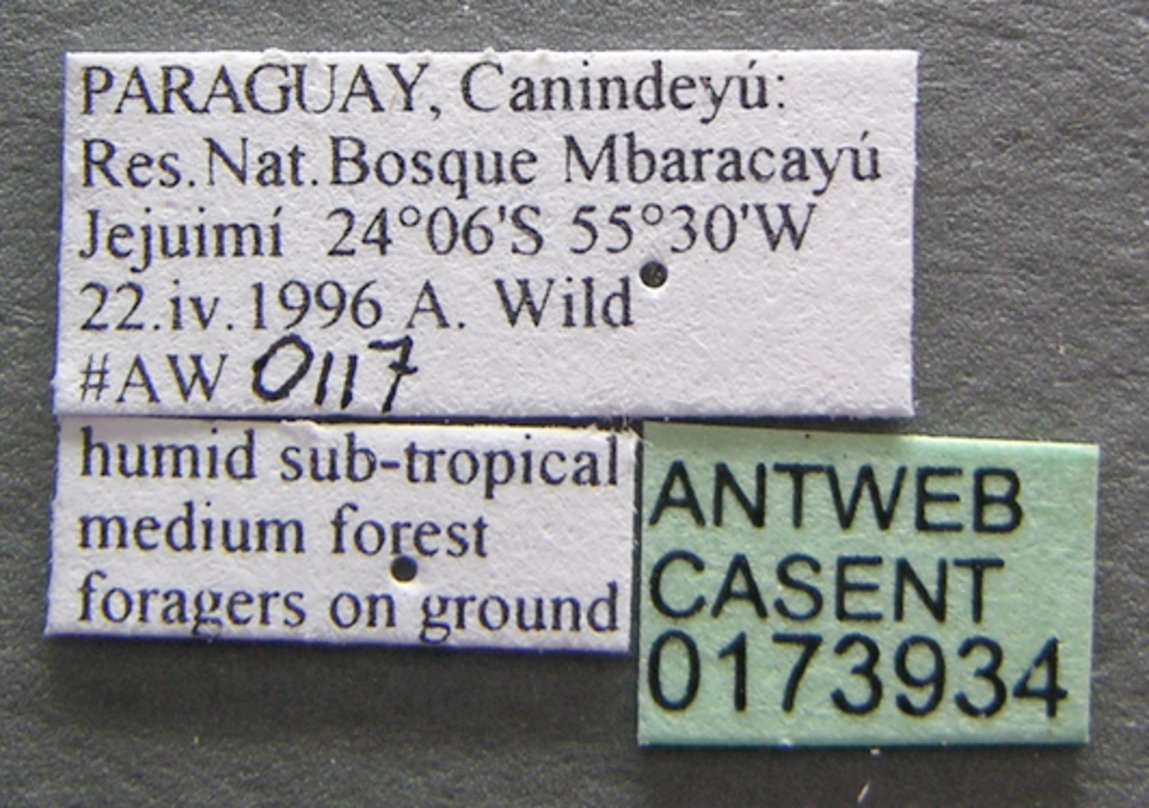
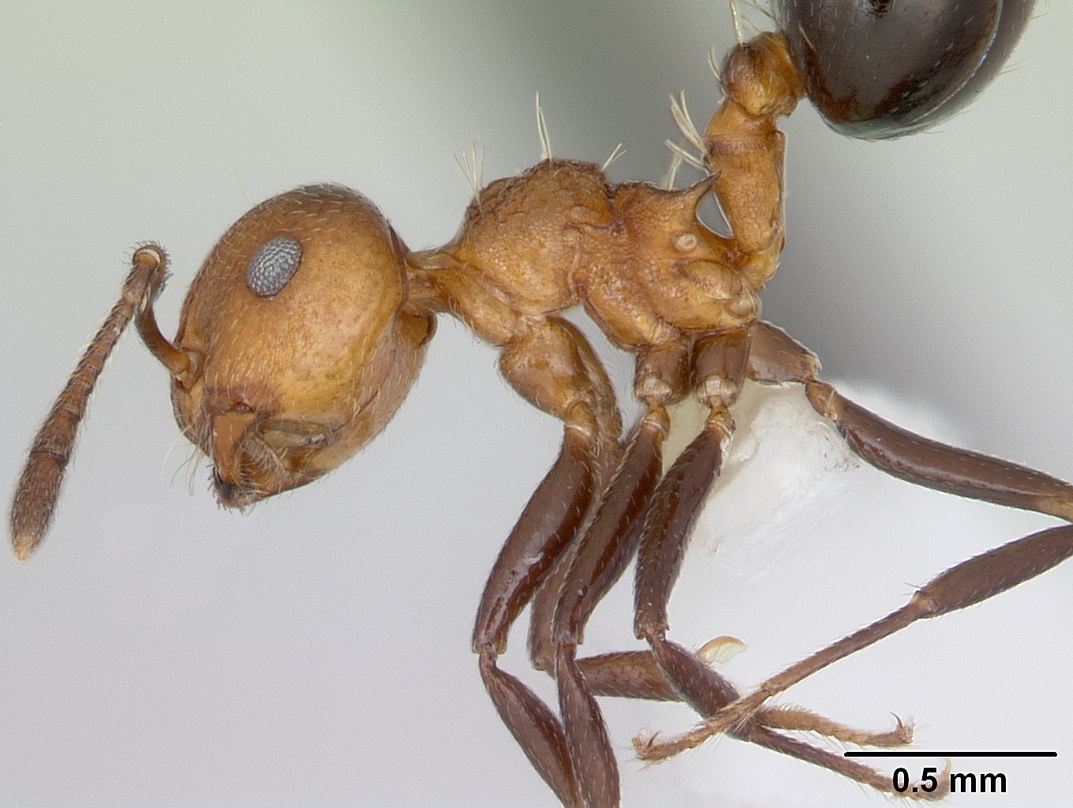
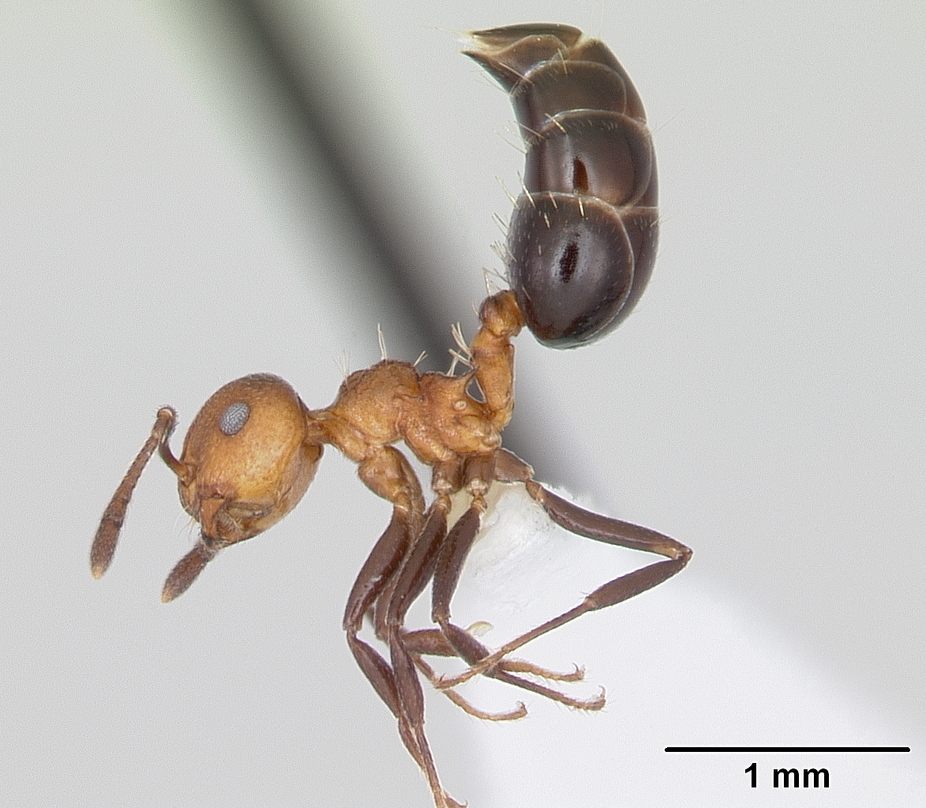